# Ligne de tramway 22B
Pour les articles homonymes, voir Ligne 411.
La ligne 22B est une ancienne ligne de tramway vicinal de la Société nationale des chemins de fer vicinaux (SNCV) qui reliait Quiévrain à Pommerœul entre 1922 et 1954.

## Histoire
14 avril 1922 : mise en service en traction vapeur entre la gare de Quiévrain et Pommerœul, section Quiévrain Gare - Rue Debast commune avec la ligne 412 Quiévrain - Roisin (capital 35) et nouvelle section (capital 162) ; exploitation par la SNCV ; cette ligne était à l'origine censée faire partie d'un projet de ligne Mainvault - Quiévrain par Quevaucamps, Grandglise et Pommerœul mais la section Grandglise - Pommerœul ne fut jamais réalisée et la ligne se limita à Mainvault - Grandglise d'un côté et Quiévrain - Pommerœul. de l'autre
Le 30 décembre 1948 la ligne est intégrée au Groupe de Mons-Borinage.
23 mai 1954 : suppression (voyageurs et fret). Fermeture à tout trafic de la section Quiévrain Jonction - Pommeroeul (capital 162).

## Infrastructure

### Dépôts et stations
Nom : (gare) : quand le dépôt ou la station est accolé ou proche d'une gare.
Type : D : dépôt , S : station , Sf : si la station sert de gare douanière à la frontière , Sp : si la station est établie dans un bâtiment privé le plus souvent un café ou plus rarement une habitation privée.
| Illustration | Nom              | Type | Commune   | Localisation                | État                             | Remarques |
| ------------ | ---------------- | ---- | --------- | --------------------------- | -------------------------------- | --------- |
|              | Quiévrain (gare) | D    | Quiévrain | 50° 24′ 36″ N, 3° 41′ 16″ E | Hors service, en partie détruit. |           |

## Exploitation

### Horaires
Tableaux : 411/2 (1931), numéro partagé avec la ligne 411/1 Mainvault Station - Grandglise Route État.